# سمورنا
سمورنا (یونانی باستان: Σμύρνη or Σμύρνα) شهری از دوران یونان باستان است که بر ساحل غربی آناتولی کنار دریای مدیترانه واقع شده است. تاریخ تأسیس این شهر به قرن یازدهم قبل از میلاد باز می‌گردد و بقایای آن امروزه در ازمیر ترکیه قرار دارد. نام ازمیر نیز، حالت تغییر یافته همین نام سمورنا است.